# Hilde Steppe

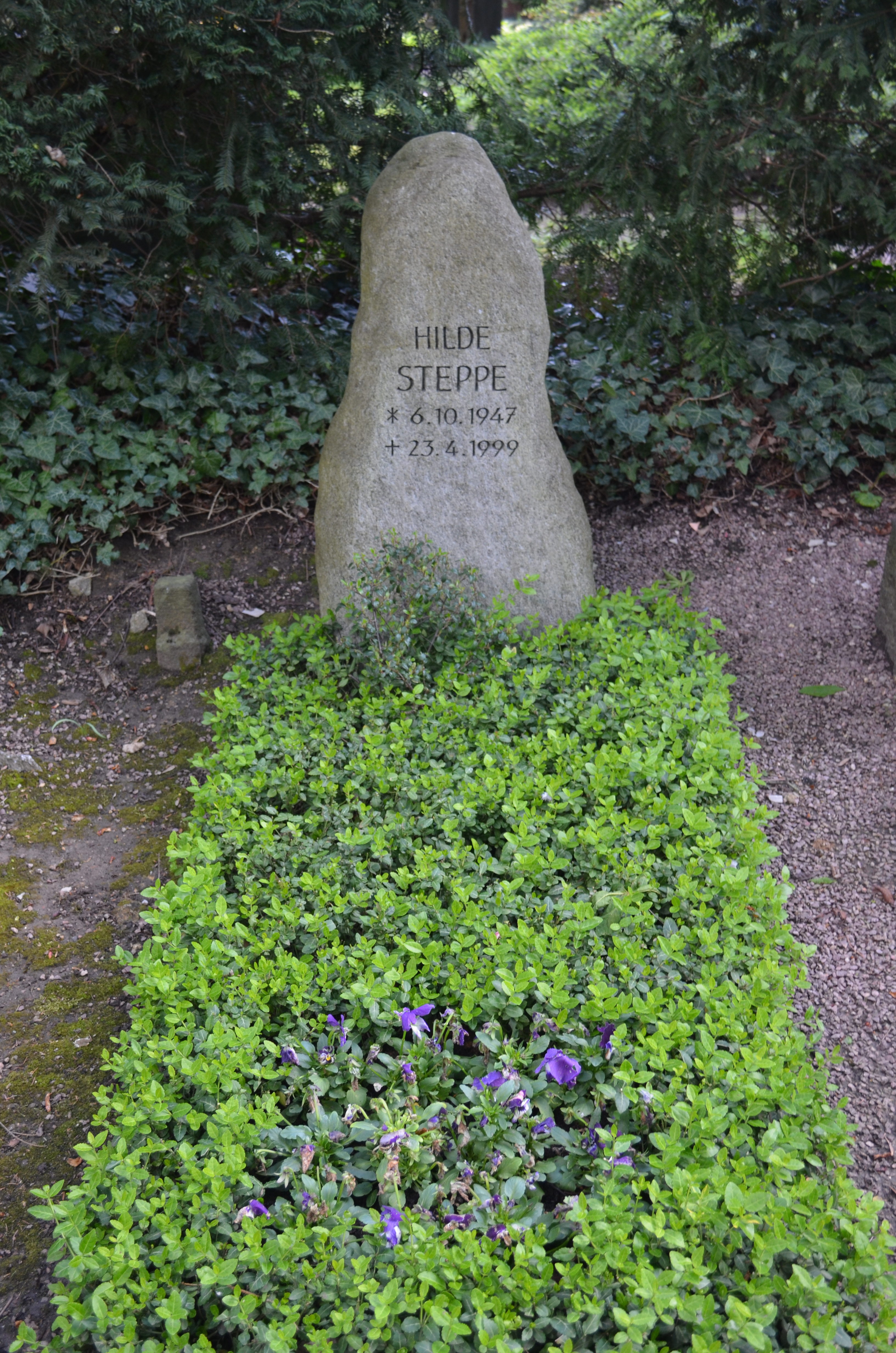
Grab von Hilde Steppe auf dem Hauptfriedhof Frankfurt

Hilde Steppe (* 6. Oktober 1947 in Rethem; † 23. April 1999 in Frankfurt am Main) war eine deutsche Krankenschwester, Berufspolitikerin, Diplompädagogin, Pflegewissenschaftlerin und Professorin. Sie hat sich intensiv mit der Rolle der deutschen Krankenpflege während der Zeit des Nationalsozialismus beschäftigt und hatte als Gewerkschafterin entscheidenden Anteil an der Professionalisierung und Akademisierung der Pflegeberufe in Deutschland.

## Leben und Wirken
Hilde Steppe schloss ihre Ausbildung zur Krankenschwester am Stadtkrankenhaus Kempten (Allgäu) 1968 ab. Weiterbildungen zur Fachpflegekraft für Intensivpflege und Anästhesie und zur Pflegedienstleitung folgten. Als solche war sie unter anderem als Stationsleitung der intensivmedizinischen Abteilung des Universitätsinstitutes für Anästhesiologie in Tübingen tätig. 1978 wurde Hilde Steppe Lehrerin am Fortbildungszentrum für Berufe im Gesundheitswesen beim Berufsfortbildungswerk des Deutschen Gewerkschaftsbundes in Frankfurt am Main, dessen Leitung sie später übernahm. Sie war Gewerkschaftsmitglied der ötv und eine Befürworterin der Vertretung der berufseigenen Interessen mit Hilfe eigenständiger Berufsorganisationen.
Hilde Steppe begann auf Anregung der Kaiserswerther Diakonisse Anna Sticker zu Beginn der 1980er Jahre mit dem Aufbau eines Archivs zur Geschichte der Pflege und gründete eine Arbeitsgemeinschaft zur Geschichte der Pflege. In Zusammenarbeit mit dieser Arbeitsgemeinschaft gab sie 1984 das Buch Geschichte der Krankenpflege – Versuch einer kritischen Aufarbeitung heraus, das sich erstmals mit Krankenpflege im Nationalsozialismus befasste. Auch befasste sich Steppe mit dem Thema des Umgangs mit Schwerkranken und Sterbenden. Hilde Steppe gehörte zu den Gründungsmitgliedern des Deutschen Vereins für Pflegewissenschaft (heute: Deutsche Gesellschaft), die auf der Gründungsversammlung am 10. Mai 1989 erstmals einen Vorstand wählten. Dieser Vorstand bestand aus fünf Frauen, darunter Hilde Steppe. Hilde Steppe wurde zudem zur Schriftführerin des Vorstandes bestimmt. Hilde Steppe rief 1990 mit der „Sektion historische Pflegeforschung“ die erste Sektion des neuen Vereins ins Leben. Diese Sektion war bereits zu Beginn der 1990er Jahre international vernetzt und entsprechend auf Tagungen vertreten, während sich ansonsten der Blick des Vereins eher nach innen richtete, um das zarte Pflänzchen Pflegewissenschaft in Deutschland zu schützen.
Ab 1992 war Hilde Steppe im hessischen Ministerium für Umwelt, Energie, Jugend, Familie und Gesundheit in Wiesbaden als Referatsleiterin für Pflege im Gesundheitswesen tätig und setzte sich nachhaltig für die Etablierung von Pflegestudiengängen, neben Pflegepädagogik und Pflegemanagement insbesondere auch den Studiengang Pflegewissenschaft, an den Fachhochschulen ein. 1994 schloss sie ihr Studium der Erziehungswissenschaften in Frankfurt als Diplompädagogin ab. Sie wurde Lehrbeauftragte an der Ev. Fachhochschule Darmstadt sowie der FH Fulda. Das von ihr gegründete Archiv übergab sie 1995 der Fachhochschule Frankfurt.
Sie setzte während ihrer Tätigkeiten die pflegehistorischen Forschungen fort und promovierte 1997 zum Dr. phil., ihre Dissertation hatte das Thema Geschichte der Jüdischen Krankenpflege. Mit der jüdischen Krankenschwester Thea Levinsohn-Wolf verband sie eine enge Freundschaft. Im Januar 1998 erfolgte ihre Berufung zur Professorin für Pflegewissenschaft an die Fachhochschule Frankfurt. Hilde Steppe intensivierte die deutschsprachige Forschung zur Geschichte der Pflege mit Österreich und der Schweiz. Mit den österreichischen Pflegewissenschaftlerinnen Elisabeth Seidl und Ilsemarie Walter entstand eine enge Zusammenarbeit. Zu den Frankfurter Weggefährtinnen gehörten die Ärztin Eva-Maria Ulmer sowie eine der Reformerinnen psychiatrischer Pflege in Deutschland, Hilde Schädle-Deininger.
Hilde Steppes weitere akademische Laufbahn wurde durch ihren Tod am 23. April 1999 beendet.

## Arbeits- und Forschungsschwerpunkte
- Geschichte der Krankenpflege im Nationalsozialismus
- Geschichte der jüdischen Krankenpflege in Deutschland bis 1938
- »Sektion Historische Pflegeforschung« als erster Sektion des Deutschen Vereins für Pflegewissenschaft (umbenannt in: Deutsche Gesellschaft für Pflegewissenschaft)
- Sondersammlung zur Geschichte der Pflege (Hilde-Steppe-Archiv, Dokumentationsstelle Pflege Fachhochschule Frankfurt am Main) – bis 1998 in Kooperation mit der Sektion Historische Pflegeforschung des Deutschen Vereins für Pflegewissenschaft
- Dreiländer-Interviewprojekt mit Krankenschwestern aus dem 2. Weltkrieg – dto. gemeinsam mit der Sektion Historische Pflegeforschung sowie oesterreichischen und schweizerischen Pflegewissenschaftlerinnen
- Lehrveranstaltungen zur Geschichte der Pflege an der Fachhochschule Frankfurt/M. sowie der Ev. Fachhochschule Darmstadt

## Ehrungen
- 1993 Auszeichnung mit dem Gießener Krankenpflegepreis.
- Umbenennung des von ihr gegründeten pflegehistorischen Archivs im Besitz der Fachhochschule Frankfurt in »Dokumentationsstelle Pflege/Hilde-Steppe-Archiv« (nach ihrem Tod).[15][16]
- Obwohl anderer Konfessionszugehörigkeit Aufnahme in das Online-Portal zur Jüdischen Pflegegeschichte aufgrund ihrer Verdienste um deren Aufarbeitung (juedische-pflegegeschichte.de, Weblink)
- Symposium an der FH Frankfurt/M. anlässlich des 10. Todestages von Hilde Steppe am 23. April 2009; in Anwesenheit von Ruth Schröck sowie einem Festvortrag von Klaus Dörner zu »Ethischen Entscheidungen in der Pflege« und einer Schrift von Christine R. Auer zum »Peppermint Freedom, dem Deutschen Verein für Pflegewissenschaft und den Professionalisierungsvorstellungen von Hilde Steppe«.[17]
- Akademische Feier zum 70. Geburtstag »Pflege – Impulse. Hilde Steppe und ihr Einfluss auf die Pflege« am 6. Oktober 2017 an der HS Frankfurt/M.[18]

## Veröffentlichungen (Auszug)
Als Autorin:
- Hilde Steppe und Antje Grauhan (13. Mai 1993): Podiumsdiskussion „Wieviel Utopie ist machbar?“. In: USH (1993)(Hrsg.): Festschrift „40 Jahre Schwesternschule der Universität Heidelberg“, Universitätsarchiv Heidelberg (UAH), Acc 61/15, Karton 3.
- Hilde Steppe: Das Dilemma der pflegerischen Ethik, sowie: Die Bedeutung von Pflegetheorien für die Pflegepraxis, in: Hilde Schädle-Deininger (Hrsg.): Pflege Pflege-Not Pflege-Not-Stand, Entwicklungen psychiatrischer Pflege (mit Beiträgen von Antje Grauhan, Ruth Schröck, Ulrike Villinger et al.), Mabuse-Verlag Ffm 1994, S. 32–58 bzw. 68–80, ISBN 3-925499-99-7.[19]
- Hilde Steppe: „… den Kranken zum Troste und dem Judenthum zur Ehre …“ Zur Geschichte der jüdischen Krankenpflege in Deutschland. Frankfurt/Main 1997, Dissertationsschrift, ISBN 3-929106-36-1.
- Hilde Steppe: Krankenpflege im Nationalsozialismus; 1. Aufl. 1981, 9. Aufl. Mabuse, Frankfurt/M. 2001, ISBN 3-925499-35-0. (10. Aufl. unter Mitarbeit von Herbert Weisbrod-Frey, Schwesternschule Universität Heidelberg, 2013)

Als Herausgeberin:
- Elisabeth Seidl, Hilde Steppe (Hrsg.): Zur Sozialgeschichte der Pflege in Österreich. Krankenschwestern erzählen über die Zeit von 1920 bis 1950. Wilhelm Maudrich, 1996.
- Hilde Steppe, Eva-Maria Ulmer (Hrsg.): Ich war von jeher mit Leib und Seele Pflegerin. Mabuse, Frankfurt/M. 1999, ISBN 3-933050-42-1.
- Hilde Steppe (Hrsg.: Eva-Maria Ulmer, Eva-Maria Krampe, Walburga Haas und Hilde Wackerhagen): Die Vielfalt sehen, statt das Chaos zu befürchten. Ausgewählte Werke. Huber, Bern 2003, mit Beiträgen von Elisabeth Seidl, Annemarie Kesselring, Johanna Taubert, Dorothée Ebels, Norbert Klüsche, Ulrike Höhmann, Heinrich Recken, Ulrike Döring et al. ISBN 3-456-83919-7.